# オー!マイキー
『オー!マイキー』（Oh! Mikey ）は、2000年にテレビ東京系で放送されたバラエティ番組『バミリオン・プレジャー・ナイト』内のミニコーナー「フーコン・ファミリー」を番組終了後、独立させた番組。

## 概要
2000年よりテレビ大阪でも一部放送され、2001年10月からテレビ東京系列で断続的に放送されていた、出演が全てマネキン人形の1話につき約3分の短編ドラマ。
各話のオチは、キャラクターの笑い声で締めくくることが多く、シュールかつブラックユーモアな内容が特徴。
2002年には劇場版長編『オー!マイキー 特別篇』も製作・上映され、ベルリン映画祭に招待された。
DVDは通常版が全8巻。

## 登場キャラクター

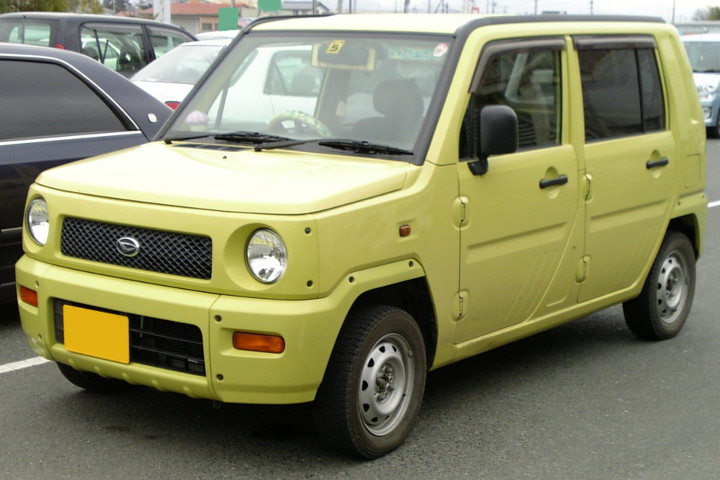
ダイハツネイキッド

フーコン一家と川北家・ニック一家以外は父親が登場しない。

### フーコン家
フーコン家は主人公のマイケル・フーコン（愛称はマイキー）と父・母の3人で構成される。3人が外で一緒に行動する際は必ず正装をすることが多い。家族旅行の行き先は南極・太陽・月・天国の順である（第92話）。物語は、フーコン一家が日本へやってきたところから始まる。
マイキー / マイケル・フーコン
本作の主人公。8歳。インターナショナルスクール3年生。12月3日生まれ。馬鹿正直なお人好しで、エミリーとローラにそれぞれ「アホ」「バカ」呼ばわりされるほど純粋な性格。周りの女の子友達が気が強い影響もあってやや優柔不断だが、不思議と色々な女性にモテる。得意な授業は家庭科。体育は苦手で泳げないが、サッカーが大好き。毛虫が苦手（第19話）。好物はシュークリームとイクラのお寿司。牛乳が苦手だったが、克服する（第10話）。パパとママに唆されて「マユミ」と言う女の子に女装をした事もある（第11話）。物覚えが悪く非常に騙されやすいが、おつかいがてら京都旅行を楽しむなど、悪知恵を使って逆に相手を騙す強かな面もある（第5話）。
作中では幽体離脱したり、幽霊や宇宙人に取りつかれたり、自動車にはねられたりと、散々な目に遭うことが多い。
マユミ
第11話でマイキーが女装した姿。金髪に三つ編みおさげをしている。パパとママにより「マユミ」と名付けられた。正体がマイキーだと知らないエミリーと友達になり、ブラウンには「可愛いね」と気に入られ、ガールフレンドになる。
ジェームズ・フーコン
マイキーのパパ。40歳。アメリカから日本に転勤してきた貿易会社の商社マン。都合の悪い事は笑って誤魔化す楽天家。前の人が言った同じ事を繰り返すくどい面や、流され易くすぐに意見を変えるなどの行動が目立つが、躾には厳しい。マイキーに日曜日に遊園地に連れて行かれるのを嫌がるため、いつもあれこれ言い訳をしてやり過ごしている（第1話）。浮気経験が1度ある。かなり夜のほうには熱くなる。家族は一家の他に妹のメアリー、弟のアルフレッド、両親がいる他に隠し子のマックがいる。「ママと同じ日本の大企業に勤めていた」と言っていたがバーバラの回想ではオフィスの清掃員だったようである（第39話）。幼い頃はマイキーそっくりだった。所有車は黄色いダイハツネイキッド。大学時代はふんどし部に所属し、キャプテンを務めていた（第47話）。バーバラと夫婦喧嘩をする際は、彼女の飛び蹴りによりカツラがズレることもある。時と場合によっては仕事を早く切り上げたり休んだりする気分屋だが、50年の住宅ローンも支払っている。部長なのに課長の方が上司だと思っている間抜けな性分（第88話）。
バーバラ・フーコン
マイキーのママ。34歳。かなりの毒舌家で性格も癖がある。子育てはドライな教育方針。ジェームズ同様、マイキーに日曜日に遊園地に連れて行かれるのを嫌がる。ジェームズとは大恋愛の末に結婚した。家庭主婦としての能力を持つ上に、夫を捨て自分一人でお金を稼ぐ能力も持つ女性。実際に、ジェームズと本気で離婚を考えたこともある（第47話）。セックスの面では、パパより主導的である。一定の程度で浮気傾向の高い夫を放置している。2度浮気しているが清算済み。第32話ではブラウンと恋に落ちた。「優秀な成績で大学を出て日本の大企業でOLとして働いていた」とは本人の弁だがOLだけではなくキャバ嬢のアルバイトもしていた（第39話）。夫婦喧嘩の際は口だけではなく手も出るなど攻撃的。運転はかなり荒く、マイキーを轢いたこともある（第41話）。
- フーコン家は日本の芸能プロダクション吉本興業（よしもとクリエイティブ・エージェンシー）に所属契約している。

### フーコン家の関係者
ローラ
第4話から登場。マイキーの従姉でジェームズの姪にあたる。12歳。大人の声で喋る。ませた性格で我侭で生意気な上に口が悪く、始めマイキーとは仲が悪かったがトニーとチャールズに唆され、だんだん恋心に目覚める。エミリーとは良い恋のライバル。「あたしはローラよ、いつだってローラなのよ！」が決め台詞。得意技はサッカーボールを蹴るだけの「ローラキック」。美味しい食べ物のお店に詳しく、エミリーからも尊敬されている。青い服に青いリボンをつけている。いわゆるツンデレ。ローラの自分本位・自分勝手な性格は母のメアリー譲りである。
メアリー
第63話から登場。ローラの母でジェームズの妹。ローラと同様青い服で青いヘアバンドをしている。金持ちでかなりの美人。娘以上に自分本位・自分勝手だがローラに対しては母親らしい様で彼女にかなり甘い。ジェームズ・バーバラ共にメアリーは苦手な模様。
マイキーの祖父母
第40話から登場。ジェームズの両親であり、マイキーの祖父母。ローラの祖父母でもあるが、ローラは第42話まで会ったことがなかった。容姿はマイキーそっくり。
2人とも完全にボケており、ジェームズとバーバラの笑い声を聞かないと本人達だと認識しない上にマイキーを孫と認識することもままならないが、ジェームズ曰く年齢のせいではなくジェームズの産まれたときからこうだったらしい（第40話）。

### エミリーの家族
エミリー
第8話から登場。マイキーのガールフレンド。ブラウンの妹でロメオの姉。8歳。クラスで一番可愛く人気者で、学級委員長をしている。左の口元にほくろがある。ローラとはお互いを認め合う恋のライバルだがとても仲良し。赤い服に金髪のポニーテールがチャームポイント。意見をはっきり言う勝気な性格で「それが○○というものよ」が口癖。マイキーとのデートには遅れて来ることが多い。夢はマイキーのお嫁さんになる事だがキャリアガールにも憧れている。
ブラウン
エミリーとロメオの兄。15歳。中学3年生。ローラやエミリーとつるんでよくマイキーを騙す。生まれた日にしか父親に会った事が無い。お金に関しては結構うるさい。マイキーが女装した「マユミ」（第11話）や第32話ではバーバラに惚れてしまったことがあった。映画製作が趣味。年上女性にモテるタイプ。DVD収録「恐怖!エミリーのパパ」において、ヤクザ風の父親を演じている。
ロメオ
ブラウンとエミリーの弟。イタリアの小学校に留学していた。男性に対しては愛らしい甘い声で話しかけるが、女性に対しては態度が一変し暴言を吐く、極端なゲイ。マイキーのことが好きで、マイキーのことを「お兄ちゃま」と呼ぶ。またエミリーとは仲がすごく悪く、マイキーのために姉エミリーとの縁を切ろうとするほど。アフロヘアーがチャームポイント。イタリアへ行く前はゲイではなかったらしい。
クリスティーナ
第16話から登場。ブラウン、エミリー、ロメオの母で、ジェームズの初恋かつ失恋相手。40歳。アメリカ・サウスキャロライナ州バージニア・ハイスクール出身。ジェームズ曰く幼い頃はエミリーそっくりだというが、現在その面影は無い。エミリー同様、左の口元にほくろがある。
ヒッキー君
第86話から登場。エミリーのいとこ。引きこもりでひねくれた性格をしている。腕しか見えない。口癖は「そのうちね。」笑い声は「ヒッヒッヒッ…」。車で外出することもある。

### 学校の仲間
ボブ先生
第3話から登場。マイキーの担任の先生。28歳、独身。マイキー曰く、性格が非常に恥ずかしがり屋なので他人には聞こえづらい声で話しており、ボブママが通訳する。ボブママが通訳したことに対して「その通りだよママ」と返すのが常。マザコンではないらしい。話している内容はたまに図々しく、結構ブラック。中華料理が好物で野球バカ。過去に一度だけ大声で発言したことがある（第31話）。お見合いをしたことがある（第45話）。
ボブママ
第3話から登場。ボブの母親。ボブが話す時は彼女が通訳するため、いつもボブと一緒にいる。通訳をする時は、「と、息子が申しております」が決め台詞。母子家庭歴28年のシングルマザーの先駆け。離婚で多額の慰謝料をゲットし都内の一戸建でボブ先生と二人暮らし。
タイム君
第18話から登場した転校生。8歳。眼鏡をかけており、いつも壁掛け時計を首から下げている。時間にとても厳しく、秒単位の予定を作っている。せっかちな性格で、時間通り進まないとパニックになる。家は時計屋を営んでおり、母は元地方テレビ局のタイムキーパー。
トニー / チャールズ
第6話から登場。マイキーと同級生でイギリスから来た双子の兄弟。8歳。よく人を騙す。チャールズの方が毒舌でほくろがある。服やネクタイの柄、髪の分け目などが異なっている。青い服で青い瞳のほうがトニーで兄、黄色い服で緑の瞳がチャールズで弟。同じ言葉を繰り返すが、時々言い争うこともある。2人の母親と父親、更にペットの九官鳥も双子である。
エレナ / ヘレナ
第30話から登場。エレナが姉でトニーとチャールズの母、ヘレナが妹の双子の姉妹。33歳。彼女達の夫も双子。息子同様、同じ言葉を繰り返すが時々言い争う。
ナンデ（南出）君
第50話から登場。8歳。とにかく何かにつけて手を上げては「なんで？」としつこく聞く。大きな黒色のクエスチョンマークが付いている服と、おかっぱ頭が特徴。作中数少ない笑い声をあげることがない人物であり、笑う代わりに「なんで？」と繰り返すことでオチを付ける。「ワカルさん」という父親がいる。
マワリ君
第71話から登場。常にくるくる回っている男の子で頭の回転も話すスピードも速い。日本人。あまりに速く回っているため誰も触れることが出来ず、彼の周りには強風が起こる。
クレア
第75話から登場。マイキーの学校に転入してきた美少女。マイキーのことを愛しく想うあまり、ストーキング行為を働く。「絶対許さない」が口癖。

### 川北家
第36話から登場。京都から来た貧しい一家でマイキーの家の近所に住んでいる。会話はすべて関西弁。笑い声は全員「クックックッ……」。
川北 覚（かわきた さとる）
川北家の一人息子。8歳。誕生日を忘れられたり両親の殴り合いの喧嘩を見ながら育っているが、特別グレたりはしていない様子。
川北 守（かわきた まもる）
覚の父。40歳。流れの板前であったが、現在無職。かなりの酒好きで覚や信代に断酒を求められているが本人は止める気なし。亭主関白。
川北 信代（かわきた のぶよ）
覚の母。34歳。父の居酒屋「ますや」の看板娘で、当時板前だった守と職場恋愛の末にできちゃった結婚。守が無職の為、内職をして家計を支えている。

### ニック家
第82話（両親は第97話）から登場。カナダ人の家族。カナダ人はアメリカ人より優れていると主張しており、フーコン家に張り合っている。裕福な家に住んでいると言い張っていたが、それは彼らがフーコン家を乗っ取っていたため、実は家はかなり貧乏。
ニック
転入当時から何かにつけてマイキーをライバル視している。8歳。ただし「僕の方がマイキーよりもっとバカさ！」と張り合うなど方向性がおかしい。

### その他の人物
トレイシー
第24話から登場。マイキーの家庭教師。25歳。鼻にかかった口調で話す。セクシーな魅力に溢れ、色気たっぷりのフェロモンを放出しているが、見かけによらず工事現場でもアルバイトしており、本人曰く「肉体労働は気持ちいい」らしい。他にも水泳指導員、キャビンアテンダント、スーパーの店員など様々な仕事をしているらしい（DVD「ハードコア」収録「愛の診察室♡」。この回はサブタイトル画面がお色気仕様となっていた）。
さおり
女性ドライバー。「オー!マイキー ハードコア」に登場。かなり感傷的で狂っている。みつおという人とは恋人同士で、彼のことを異常なまでに想っている。
ちぐさ
喫茶店「パピヨン」を経営する女性。「オー!マイキー ハードコア」に登場。思い込みが激しく、「バッキャロウ!」が口癖。客の前では人当たりが良い人になる。
7回結婚に失敗して9人の子供（その中にあきらというグレた子供がいる）を育てたという苦労人で、不幸な人間が嫌いだが幸せをひけらかす人間はもっと嫌い。店の飲み物は評判が悪い。かのうまことという男と結婚しためぐとは中学時代の親友同士。笑い声は「ウシャシャシャシャ…」。
ブルーベリー王国の王様
第25話に登場。石油の産出国で、金の山脈も持つ豊かなヨーロッパにあるブルーベリー王国の王様。マイキーに愛車（ミニ）がオーバーヒートした時に直してもらったお礼に自分の養子にしようとしている。語尾に「もい」が付く。
プリンセス・イザベラ
第26話から登場。ブルーベリー王国の王女。18歳。かなり言葉遣いが悪く「ていうか」と言うのが口癖。
ヨチ子
「OH!Mikey Romance」に収録されている「ニッポン大好き! ヨチ子」に登場。
10周年記念の新キャラクターコンテストの最優秀賞に選ばれたキャラクター。
ジョン・サプリメン
ジェームズの高校の同級生。ネイチャーメイドサプリメントとのコラボキャラ。語尾に「ゲス・ゲスよ」を付ける。死んだ魚と目が合ったため魚が苦手。
オシャレ美容師
公園でサロンを営む、超一流美容師。
ハワード
弁護士。行き倒れになっていた所をマイキーに救出され、彼の専属弁護士となる。住所不定の身のため、暫くはマイキーの家に住みつこうと企んでいる。
ミカ子
第46話に登場。看護師のお姉さん。3年前に旅に出た彼氏（桜田）と公園で待ち合わせしているところでマイキーと出会った。かなり悲観的ですぐ泣く。マイキーと一緒にいる約束をしたが、待ち合わせ場所に遅れてやってきた桜田に会った途端、マイキーを赤の他人扱いするなど、かなり身勝手な性格をしている。
桜田
第46話に登場。ミカ子の彼氏。3年前に旅に出る時に公園で再会することをミカ子と約束していたが、アルゼンチンから筏で帰る途中で嵐に遭ったため、待ち合わせに遅くなった。かなりボロ服の姿をしている。
レイモンド
第47話に登場。ジェームズの大学の同級生。ふんどし部に所属し、副キャプテンを務めていた。初登場時には、ふんどし姿で川に潜っていた。
宇宙人
第54話に登場。公園の池に浮かんでいたところをマイキーが見つける。ペットボトルのロケットから地球に落ちてきたマヌケな宇宙人だが、見た目はイカそのもの。イカ呼ばわりされるのが嫌い。怒ると「ブラックビーム」（墨）を放つ。

## 声優
- 馬嶋千佳子（マイキー 川北覚 他）
- 表ウララ（バーバラ（ママ）、ボブママ、川北信代 他）
- 多々納斉（ジェームズ（パパ）、川北守 他）
- 中矢由紀（ローラ、マイキーの祖母 他）
- 石山百年美（エミリー、さおり 他）
- 小河原かずこ（ローラの母）
- 多田智美（トニー/チャールズ）
- 柳森万里（トレイシー、ロメオ、クレア、エレナ / ヘレナ他）
- おだかずあき（ブラウン 他）
- 七実ちえ（ヒッキー君）
- 田村圭史郎（ブルーベリー王国の王様）
- 森美月（イザベラ 他）
- 藤沢としや（マイキーの祖父）
- 栗本有紀子（ナンデ君）
- いたはゆか（ニック）

## スタッフ
- 制作：泉正隆・井澤昌平（テレビ東京）・石橋義正
- プロデューサー：小口直子・中西陽子・柳原雅美（テレビ東京）
- アソシエントプロデューサー：飯島朋子・安井美紀子（テレビ東京）・宗形由香・横濱桂子
- 脚本：佐藤佐吉・石橋義正・杉岡みどり・古川順一
- ラインプロデューサー：中西陽子
- プロダクションマネージャー：福岡秀樹
- グラフィックデザイナー：江村耕市
- サウンドデザイナー：吹田哲二郎
- 制作進行：福岡秀樹
- スタイリスト・オペラ：天野恭子・波多野友・中島小雪
- ヘアメイク：中野奉子・南辻光宏
- 写真：田中マサアキ・福森クニヒロ・松井学・川勝幸
- アシスタントディレクター：田村圭史朗
- プロダクションスタッフ：米谷里葉・山口昌子
- 美術：米谷里葉
- 監督・撮影・編集：立川晋輔
- 制作総指揮・監督・撮影・編集：石橋義正
- 撮影協力：吉忠マネキン株式会社

## 作品解説
2000年に、佐藤が手掛けてテレビ東京系で放送された『バミリオン・プレジャー・ナイト』というコント・アニメ・歌などの内容のバラエティ番組があり、その中で佐藤が脚本を手掛けた「フーコン・ファミリー」というミニコーナーを独立させたものである。 
出演は全員動きがなくポーズも常に同じであるマネキン人形で、撮影スタッフが動きをつけたり、声優がセリフを当てることで、喋り、踊り、泣くように見せる。話の終わりではその回の登場人物が大笑いする（そうではない場合もある。人物により笑い方の癖がある）。内容はブラックユーモア色が強く、地上波では放送できない作品も存在する。

### ロケ地
石橋義正が京都在住であるため、撮影は主に京都周辺で行われており、大阪でも撮影している。外部のロケ地は、主に左京区岡崎の周辺である場合が多い。一家の住むアメリカ風の住宅は、京都・大阪近郊の住宅展示場のモデルルームを使用している。また、六甲アイランドの住宅展示場を使用した際には、背景に同所の建物（P&G本社ビルなど）が映っていたこともある。

## 各話リスト
| 話数                                   | タイトル                     | 脚本                | 監督     | 製作総指揮 |
| OH!Mikey                               | OH!Mikey                     | OH!Mikey            | OH!Mikey | OH!Mikey   |
| -------------------------------------- | ---------------------------- | ------------------- | -------- | ---------- |
| 第1話                                  | 日本での生活が始まる         | 石橋義正            | 石橋義正 | -          |
| 第2話                                  | 家庭訪問                     | 佐藤佐吉            | 石橋義正 | -          |
| 第3話                                  | 続・家庭訪問                 | 佐藤佐吉            | 石橋義正 | -          |
| 第4話                                  | マイキーのいとこ             | 石橋義正            | 石橋義正 | -          |
| 第5話                                  | マイキーのお買い物           | 石橋義正            | 石橋義正 | -          |
| 第6話                                  | 双児とマイキー               | 石橋義正            | 石橋義正 | -          |
| 第7話                                  | 双児の訪問                   | 石橋義正            | 石橋義正 | -          |
| 第8話                                  | マイキーのデート             | 佐藤佐吉            | 石橋義正 | -          |
| 第9話                                  | ボブ先生とボブママの大ゲンカ | 佐藤佐吉            | 石橋義正 | -          |
| 第10話                                 | マイキーと牛乳               | 佐藤佐吉            | 石橋義正 | -          |
| 第11話                                 | ふられたマイキー             | 佐藤佐吉            | 石橋義正 | -          |
| 第12話                                 | アホがみるブタのケツ         | 佐藤佐吉            | 石橋義正 | -          |
| 第13話                                 | ローラの恋                   | 石橋義正 佐藤佐吉   | 石橋義正 | -          |
| 第14話                                 | ピクニックへ行こう           | 石橋義正            | 石橋義正 | -          |
| 第15話                                 | マイキーとおばけ             | 佐藤佐吉            | 石橋義正 | -          |
| 第16話                                 | 愛しのクリスティーナ         | 佐藤佐吉            | 石橋義正 | -          |
| 第17話                                 | 双児と宇宙人                 | 石橋義正            | 石橋義正 | -          |
| 第18話                                 | タイム君登場                 | 佐藤佐吉            | 石橋義正 | -          |
| 第19話                                 | 橋の上のエミリーちゃん       | 佐藤佐吉            | 石橋義正 | -          |
| 第20話                                 | 間違い電話                   | 佐藤佐吉            | 石橋義正 | -          |
| 第21話                                 | 鏡の中のマイキー             | 石橋義正 佐藤佐吉   | 石橋義正 | -          |
| 第22話                                 | マイキーへの招待状           | 佐藤佐吉            | 石橋義正 | -          |
| 第23話                                 | リストラ計画                 | 佐藤佐吉            | 石橋義正 | -          |
| 第24話                                 | 家庭教師のお姉さん           | 石橋義正            | 石橋義正 | -          |
| 第25話                                 | わらしべ長者                 | 佐藤佐吉 石橋義正   | 石橋義正 | -          |
| 第26話                                 | 超お姫様イザベラ             | 佐藤佐吉            | 石橋義正 | -          |
| 第27話                                 | 双児とお姫様                 | 石橋義正            | 石橋義正 | -          |
| 第28話                                 | もてもてマイキー             | 石橋義正            | 石橋義正 | -          |
| 第29話                                 | 占い師ローラ                 | 佐藤佐吉            | 石橋義正 | -          |
| 第30話                                 | 双児の母                     | 石橋義正            | 石橋義正 | -          |
| 第31話                                 | 伝言ゲーム                   | 佐藤佐吉            | 石橋義正 | -          |
| 第32話                                 | ブラウン禁断の恋             | 佐藤佐吉            | 石橋義正 | -          |
| 第33話                                 | パパとママの言い訳           | 佐藤佐吉            | 石橋義正 | -          |
| 第34話                                 | 双児の誕生日                 | 石橋義正            | 石橋義正 | -          |
| 第35話                                 | パパの勇気                   | 佐藤佐吉 石橋義正   | 石橋義正 | -          |
| 第36話                                 | 川北ファミリー               | 石橋義正            | 石橋義正 | -          |
| 第37話                                 | 双児の宝探し                 | 石橋義正            | 石橋義正 | -          |
| 第38話                                 | 飛べ！ マイキー              | 佐藤佐吉 石橋義正   | 石橋義正 | -          |
| 第39話                                 | 結婚記念日                   | 石橋義正            | 石橋義正 | -          |
| 第40話                                 | マイキーのおじいさん         | 石橋義正            | 石橋義正 | -          |
| 第41話                                 | マイキーと信号               | 佐藤佐吉            | 石橋義正 | -          |
| 第42話                                 | おばあさんの来日             | 石橋義正            | 石橋義正 | -          |
| 第43話                                 | マイキー沈没                 | 佐藤佐吉            | 石橋義正 | -          |
| 第44話                                 | 犯罪者マイキ－               | 佐藤佐吉            | 石橋義正 | -          |
| 第45話                                 | ボブ先生のお見合い           | 石橋義正            | 石橋義正 | -          |
| 第46話                                 | マイキーの約束               | 佐藤佐吉            | 石橋義正 | -          |
| 第47話                                 | パパの同級生                 | 佐藤佐吉            | 石橋義正 | -          |
| 第48話                                 | 川北家の誕生日               | 石橋義正            | 石橋義正 | -          |
| 第49話                                 | にせマイキー                 | 石橋義正            | 石橋義正 | -          |
| 第50話                                 | ナンデ君のナンデ             | 佐藤佐吉            | 石橋義正 | -          |
| 第51話                                 | ビーチへ行こう               | 石橋義正            | 石橋義正 | -          |
| 第52話                                 | 天使のマイキー               | 佐藤佐吉            | 石橋義正 | -          |
| 第53話                                 | マナーが大事                 | 佐藤佐吉 石橋義正   | 石橋義正 | -          |
| 第54話                                 | 本物の宇宙人の来襲           | 石橋義正            | 佐藤佐吉 | -          |
| 第55話                                 | ママの浮気調査               | 佐藤佐吉            | 石橋義正 | -          |
| 第56話                                 | パパの浮気調査               | 石橋義正            | 石橋義正 | -          |
| 第57話                                 | 年下の男の子                 | 佐藤佐吉            | 立川晋輔 | 石橋義正   |
| 第58話                                 | 幸運なマイキー               | 杉岡みどり          | 立川晋輔 | 石橋義正   |
| 第59話                                 | 身から出た花                 | 根宜利彰            | 立川晋輔 | 石橋義正   |
| 第60話                                 | オシャレなマイキー           | 杉岡みどり 石橋義正 | 立川晋輔 | 石橋義正   |
| 第61話                                 | マイキーのバンパイア         | 佐藤佐吉            | 立川晋輔 | 石橋義正   |
| 第62話                                 | マイキーの記憶喪失           | 立川晋輔            | 佐藤佐吉 | 石橋義正   |
| 第63話                                 | ローラの母                   | 立川晋輔            | 石橋義正 | 石橋義正   |
| 第64話                                 | 波止場のローラ               | 立川晋輔            | 石橋義正 | 石橋義正   |
| 第65話                                 | マイキーのお留守番           | 立川晋輔            | 佐藤佐吉 | 石橋義正   |
| 第66話                                 | 人生は楽しもう               | 中西陽子            | 立川晋輔 | 石橋義正   |
| 第67話                                 | 走れ！ マイキー              | 杉岡みどり 石橋義正 | 立川晋輔 | 石橋義正   |
| 第68話                                 | 催眠術師ローラ               | 佐藤佐吉            | 立川晋輔 | 石橋義正   |
| 第69話                                 | エミリーちゃんの誕生日       | 佐藤佐吉            | 立川晋輔 | 石橋義正   |
| 第70話                                 | マイキーの家出               | 古川順一            | 立川晋輔 | 石橋義正   |
| 第71話                                 | マワリ君の友達               | 石橋義正            | 立川晋輔 | 石橋義正   |
| 第72話                                 | パパの青春                   | 佐藤佐吉            | 立川晋輔 | 石橋義正   |
| 第73話                                 | マイキーとエミリーの大ゲンカ | 佐藤佐吉            | 立川晋輔 | 石橋義正   |
| 第74話                                 | にせエミリーちゃん           | 佐藤佐吉            | 立川晋輔 | 石橋義正   |
| 第75話                                 | クレアの恋                   | 石橋義正            | 立川晋輔 | 石橋義正   |
| 第76話                                 | グレたマイキー               | 佐藤佐吉            | 立川晋輔 | 石橋義正   |
| 第77話                                 | いらない息子はポイ！         | 佐藤佐吉            | 立川晋輔 | 石橋義正   |
| 第78話                                 | 箱の中のマイキー             | 佐藤佐吉            | 立川晋輔 | 石橋義正   |
| 第79話                                 | ベッドでイビキはかかないで   | 佐藤佐吉            | 立川晋輔 | 石橋義正   |
| 第80話                                 | パパはガキ大将               | 古川順一            | 立川晋輔 | 石橋義正   |
| 第81話                                 | マイキー危機一髪             | 佐藤佐吉            | 立川晋輔 | 石橋義正   |
| 第82話                                 | マイキーはライバル           | 古川順一 石橋義正   | 立川晋輔 | 石橋義正   |
| 第83話                                 | クレアの純愛                 | 石橋義正            | 立川晋輔 | 石橋義正   |
| 第84話                                 | マイキーはもっとライバル     | 古川順一            | 立川晋輔 | 石橋義正   |
| 第85話                                 | マイキーの心霊写真           | 佐藤佐吉            | 立川晋輔 | 石橋義正   |
| 第86話                                 | 謎のヒッキー君               | 佐藤佐吉            | 立川晋輔 | 石橋義正   |
| 第87話                                 | マイキーの弁護人             | 杉岡みどり 石橋義正 | 立川晋輔 | 石橋義正   |
| 第88話                                 | パパの上司がやってきた       | 佐藤佐吉            | 立川晋輔 | 石橋義正   |
| 第89話                                 | 午後のサスペンス             | 江村耕市            | 立川晋輔 | 石橋義正   |
| 第90話                                 | 野球バカ ボブ先生            | 杉岡みどり          | 立川晋輔 | 石橋義正   |
| 第91話                                 | マイキーの死んだ朝           | 佐藤佐吉            | 立川晋輔 | 石橋義正   |
| 第92話                                 | 家族旅行                     | 佐藤佐吉            | 立川晋輔 | 石橋義正   |
| 第93話                                 | エミリーのボーイフレンド     | 古川順一 石橋義正   | 立川晋輔 | 石橋義正   |
| 第94話                                 | ローラ神様と出会う           | 佐藤佐吉            | 立川晋輔 | 石橋義正   |
| 第95話                                 | ナンデ君VSヒッキー君         | 佐藤佐吉            | 立川晋輔 | 石橋義正   |
| 第96話                                 | ジャックとの再会             | 杉岡みどり          | 立川晋輔 | 石橋義正   |
| 第97話                                 | ニック家へようこそ           | 古川順一 石橋義正   | 立川晋輔 | 石橋義正   |
| 第98話                                 | マイキーの友情               | 渡辺鐘              | 立川晋輔 | 石橋義正   |
| 第99話                                 | 天才マイキー                 | 佐藤佐吉            | 立川晋輔 | 石橋義正   |
| 第100話                                | ローラの入院                 | 石橋義正 佐藤佐吉   | 石橋義正 | -          |
| 第101話                                | 作文は苦手                   | 杉岡みどり 石橋義正 | 立川晋輔 | 石橋義正   |
| 第102話                                | 鬼警官ロックウェル           | 佐藤佐吉            | 立川晋輔 | 石橋義正   |
| 第103話                                | バイバイリング               | 江村耕市 石橋義正   | 立川晋輔 | 石橋義正   |
| 第104話                                | マイキーの江戸時代           | 石橋義正            | 立川晋輔 | 石橋義正   |
| OH!Mikey Romance（0thAnniversary記念） |                              |                     |          |            |
| 第1話                                  | マイキーの親友、ロナウド     | 石橋義正            | 石橋義正 | 石橋義正   |
| 第2話                                  | マイキーの身代金             | 石橋義正            | 石橋義正 | 石橋義正   |
| 第3話                                  | マイキーになったローラ       | 石橋義正            | 石橋義正 | 石橋義正   |
| 第4話                                  | ニッポン大好き！ヨチ子       | 石橋義正            | 石橋義正 | 石橋義正   |
| 第6話                                  | パパの弟、エドワード         | 石橋義正            | 石橋義正 | 石橋義正   |
| 第7話                                  | エミリーの初恋               | 石橋義正            | 石橋義正 | 石橋義正   |
| 第8話                                  | ローラの婚約者、バルボン     | 石橋義正            | 石橋義正 | 石橋義正   |
| 第9話                                  | パパの浮気相手               | 石橋義正            | 石橋義正 | 石橋義正   |
| 第10話                                 | ニコラ、再び                 | 石橋義正            | 石橋義正 | 石橋義正   |
| 第11話                                 | ワカルさん登場               | 石橋義正            | 石橋義正 | 石橋義正   |

## 放送
視聴できない地域のために、公式ホームページで放送日から一週間無料で新作を視聴できる。また、日本国外でも英語版が放送され、フランス、ドイツ、ベルギー、アメリカ、イタリア、韓国でも放送、もしくはDVD化されている。
| 放送地域   | 放送局                 | 放送期間 | 放送日時 | 放送区分       | 備考                     |
| ---------- | ---------------------- | --- | --- | -------------- | ------------------------ |
| 関東広域圏 | テレビ東京             | 2001年10月7日 ‐ 12月 2002年1月6日 ‐ 3月31日 2002年4月2日 - 12月24日 2003年7月5日 - 2003年9月?日 2004年4月3日 - 6月26日 2005年1月?日 - 2005年9月?日 2006年4月6日 - 200?年?月?日 2010年4月1日 - 2010年6月24日 | 日曜 22:48 - 22:54 日曜 22:54 - 23:00 火曜 21:54 - 22:00 土曜 17:15 - 17:20 土曜 22:54 - 22:59 日曜 26:36 - 26:41 日曜 26:30 - 26:35 日曜 26:15 - 26:20 | テレビ東京系列 | 「Eネ!」枠内で放送 〃    |
| 大阪府     | テレビ大阪             | 2002年4月5日 - 6月28日 2002年7月4日 - 9月26日 2005年1月19日 - 2007年3月28日 2007年4月4日 - 2009年3月25日 2009年4月4日 - 2010年3月27日 2010年4月6日 - 2010年6月29日 2010年7月6日 - 2010年12月25日 2011年1月8日 - 2011年12月17日 2012年1月7日 - 2012年4月7日 2012年4月14日 - 2013年3月24日 2013年4月6日 - 2014年3月29日 2014年4月5日 - 2015年12月23日 2016年1月9日 - 2016年3月26日 2016年4月2日 - 2017年9月30日 2017年10月7日 - 2019年9月28日 2019年10月5日 - 2020年3月21日 | 金曜 24:45 - 24:53 木曜 24:45 - 24:53 水曜 26:00 - 26:05 水曜 25:50 - 25:55 土曜 26:55 - 27:00 火曜 26:00 - 26:05 火曜 26:45 - 26:50 土曜 26:45 - 26:50 土曜 27:15 - 27:20 土曜 26:55 - 27:00 土曜 27:00 - 27:05 土曜 26:30 - 26:35 土曜 26:25 - 26:30 土曜 25:50 - 25:55 土曜 27:00 - 27:05 土曜 26:25 - 26:30 | テレビ東京系列 |                          |
| 愛知県     | テレビ愛知             | 20??年??月??日 - 20??年??月??日 2009年1月5日 - 2009年3月30日 2009年4月6日 - 2010年12月27日 2011年3月31日 - 2012年12月27日 | 木曜 20:54 - 21:00 月曜 24:53 - 24:58 月曜 22:54 - 22:59 月曜 20:54 - 20:59 | テレビ東京系列 |                          |
| 北海道     | テレビ北海道           | 20??年??月??日 - 20??年??月??日 | 木曜 20:54 - 21:00 | テレビ東京系列 |                          |
| 日本全域   | BSジャパン             | 2008年2月22日 - 2010年4月3日 - 2010年12月25日 2010年4月4日 - 2011年3月27日 | ？曜 ??:?? - ??:?? 日曜 13:55 - 14:00 日曜 22:55 - 23:00 | BS放送         | 「えいせい魂」枠内で放送 |
| 日本全域   | ファミリー劇場         | 2008年2月21日 - 2008年5月22日 2008年2月27日 - 2008年5月28日 | 木曜 25:00 - 25:30 水曜 26:30 - 27:00 | CS放送         | 8話ずつ放送 〃           |
| 日本全域   | カートゥンネットワーク | 2010年8月13日、21日 | 土曜 24:00 - 25:00 | CS放送         |                          |
| フランス   |                        | 2003年 | | 衛星放送       |                          |
| ドイツ     |                        | 2003年 | | 衛星放送       |                          |
| 韓国       |                        | | | 衛星放送       |                          |
| イタリア   |                        | | | 衛星放送       |                          |
| 北米       |                        | | | 衛星放送       |                          |
| 南米       |                        | | | 衛星放送       |                          |
| ヨーロッパ |                        | | | 衛星放送       |                          |

## 映画
『オー!マイキー 特別篇』は『フーコンファミリー』を劇場映画用に再編集した作品。2002年公開。配給：エス・エス・エム、製作会社：エス・エス・エム=テレビ東京=石橋プロダクション。

## CMなど
ロマン吉忠
吉忠グループの紹介CMとして、撮影で使われているマネキンの提供がロマン吉忠の主要子会社である吉忠マネキンであることが縁で製作された。当時の提供番組であった「新婚さんいらっしゃい!」にて放送。
ファニチャードーム
CMキャラクターに採用。テレビ愛知の放送では一社提供。
東京ガス
2010年、ガスコンロとガス温水システムのCMキャラクターに採用。計6本製作された。
- 第一弾「オー!マイキー×ピピッとコンロ」（第1話「お掃除カンタン」の巻（謎の訪問者現る!）・第2話「便利で美味しい」の巻（マイキー養子になる!?）・第3話「センサーで安心」の巻（戸締り用心、火の用心!））
- 第二弾「オー!マイキー×ガス温水システム」（第1話「オー!マイキー×ガス温水床暖房」「もう離れられない」の巻（パパの上司・井上さんの家に招待される）・第2話「オー!マイキー×ミストサウナ」・「お手軽なのに、お肌プルプル」の巻（トレイシー先生の、バスルームの秘密）・第3話「オー!マイキー×TES」・「快適さの決め手は、温水」の巻（ボブ先生・ボブママの、突然の…。））

東武鉄道
2010年、「日光観光キャンペーン」のキャラクターに採用、CM2本の他「OH!NIKKO」（オー!ニッコウ）のポスターも製作された。
- 「日光鬼怒川・東武特急スペーシア」 - 「今も欧米人に人気の観光地日光」篇
- 「紅葉とパワースポット日光」篇

エテュセ
2011年5月、「アクアスプラッシュ」の期間限定CMキャラクターに採用。
村内ファニチャーアクセス
2012年2月よりCMキャラクターに採用。「やたらめったら篇」・「待ち合わせ篇 -子供バージョン-」の2本。
ネイチャーメイド
2012年10月、サプリメント「ネイチャーメイド」（大塚製薬）のWEB-CMとして、オリジナルコラボストーリー6本が公開。。
サッポロビール
2019年、「濃いめのレモンサワーの素」のイメージキャラクターとしてジェームズとバーバラを起用。オリジナルコラボストーリー2本を公開。
マウスコンピューター
2020年3月、WEB-CMとオリジナルコラボムービー「オー!マウス」3本を公開。mattがマイキーの兄役と言う独自の設定で出演した。
同年6月には「オー!マウス　イエ夏スペシャル」と題してコラボムービー本編6本と番外編2本が追加された。mattの他に実父である桑田真澄も出演している。

## イベント
2004年12月11日 - 2005年1月30日に、KPOキリンプラザ大阪にて、イベント「マイキーズ・アタック!」が開催された。このイベントでは、映画の上映、「マイキーのKPOキッチン」、「マイキーズ・カフェ」等が行われた。他、2002～2004年まで、毎年夏に東京都写真美術館にて同作品の新作等を上映するイベントが開催された。

## ソフト
1st. - 8th.までは、2008年2月よりレンタル開始。
1. DVD「OH! Mikey 1st.」（2002年11月発売）FFBV1001 ： 第1話 - 第13話、（特典映像）静止画キャラクター紹介
2. DVD「OH! Mikey 2nd.」（2002年11月発売）FFBV1002 ： 第14話 - 第26話、（特典映像）静止画キャラクター紹介
3. DVD「OH! Mikey 3rd.」（2002年11月発売）FFBV1003 ： 第27話 - 第39話、（特典映像）静止画キャラクター紹介
4. DVD「OH! Mikey 4th.」（2003年7月19日発売）FFBV0001 ： 第40話 - 第52話
5. DVD「OH! Mikey 5th.」（2004年7月7日発売）FFBV0003 ： 第53話 - 第65話、（特典映像）「マイキー、ベルリンに行く！」
6. DVD「OH! Mikey 6th.」（2004年12月3日発売）FFBV0006 ： 第66話 - 第78話
7. DVD「OH! Mikey 7th.」（2005年4月29日発売）FFBV0007 ： 第79話 - 第91話、（特典映像）テレビ未公開の「謎のヒッキー君」
8. DVD「OH! Mikey 8th.」（2005年12月3日発売）FFBV0009 ： 第92話 - 第104話、（特典映像）テレビ未公開の「バイバイリング」
9. VHS「オー!マイキー特別篇2002」21話収録
10. DVD「The fuccon family」（2004年1月24日発売）FFBV0002 ： （特典映像）監督インタビュー、メイキング
11. DVD「OH! Mikey HARD CORE」（2005年8月26日発売）FFBV0008 ： 8話収録、（特典映像）出演者インタビュー、ベルリン映画祭出品作
12. DVD「OH! Mikey Extra」（2006年8月25日発売）FFBV0010 ： 13話収録、（特典映像）全キャラクター紹介
13. DVD「OH! Mikey FEVER」（2008年2月22日発売）FFBV0011 ： 9話収録、（特典映像）エミリーのセクシーダンス
14. DVD「OH! Mikey Romace 」（2010年12月3日発売）FFBV0020：10話収録、（特典映像）オー！マイキーCMギャラリー